# Aimé Auguste Cotton
Aimé Auguste Cotton (Bourg-en-Bresse, 9 ottobre 1869 – Sèvres, 16 aprile 1951) è stato un fisico francese, conosciuto per i suoi studi sull'interazione tra luce e molecole chirali.

## Biografia
Le sue scoperte più importanti sono i grandi valori della dispersione ottica rotatoria (optical rotatory dispersion, ORD) o variazione della rotazione ottica in funzione della lunghezza d'onda (effetto Cotton), il dicroismo circolare o la differenza di assorbimento tra la luce circolarmente polarizzata destra e sinistra.

## Opere e pubblicazioni
- (FR) Aimé Cotton e Henri Mouton, Nouveau procédé pour mettre en évidence les objets ultra-microscopiques, in Comptes rendus de l’Académie des sciences, vol. 136, 1903,  pp. 1657-1659.
- (FR) Aimé Cotton e Henri Mouton, Les ultramicroscopes et les objets ultramicroscopiques, Parigi, Masson, 1906.
- (FR) Aimé Cotton e Henri Mouton, Sur la biréfringence magnétique des liquides purs, comparaison avec le phénomène électro-optique de Kerr, in Journal de physique, vol. 1, n. 1, 1911,  pp. 5-52, DOI:10.1051/jphystap:01911001010500.